# تل گورستان قاسم‌آباد
تل قبرستان قاسم‌آباد مربوط به سده‌های میانه دوران‌های تاریخی پس از اسلام است و در شهرستان بوانات، بخش سرچهان، دهستان سرچهان، ۳۰۰ متری جنوب روستای قاسم‌آباد واقع شده و این اثر در تاریخ ۳۰ بهمن ۱۳۸۶ با شمارهٔ ثبت ۲۰۸۷۷ به‌عنوان یکی از آثار ملی ایران به ثبت رسیده است.